# The Presence
The Presence (Brasil: A Presença ) é um filme de terror e suspense dos Estados Unidos escrito e dirigido por Tom Provost. Lançado em 2010, foi protagonizado por Mira Sorvino, Justin Kirk, Tony Curran e Shane West.